# Geghambjergene
Geghambjergene er en armensk bjergkæde og et uddødt vulkanområde i den centrale del af  landet, vest for den store sø Sevan og øst for Araratsletten. 
Bjergkæden er 70 km lang og 48 km bred. Gennemsnitlig højde er på omkring 2.500 moh.. De højeste toppe er Asjdahak (3.598 moh.), Spitakasar (3.555 moh.), Geghasar (3.443 moh.), Aknasar (3.258 moh.) og Sevtakar (3.225 moh.). På vestsiden af bjergene ligger kilderne til floderne Azat, Vedi og Getar. På østsiden løber Gavaraget, Argisji og Bakhtak til Sevansøen.
Klimaet er moderat kontinentalt, med korte, kølige somre og lange, kolde vintre. I de højeste områder er der altid koldt. Årlig middeltemperatur ligger på 4-6°C, på toppene -2°. Årlig nedbørsmængde er på mellem 500 og 900 mm, snedybden varierer mellem 30-100 cm.